# Гутянська сільська рада (Рівненський район)
Гутянська сільська́ ра́да — орган місцевого самоврядування в Костопільській міській громаді Рівненського району Рівненської області. Адміністративний центр — село Гута.

## Загальні відомості
- Гутянська сільська рада утворена в 1939 році.
- Територія ради: 42,59 км²
- Населення ради: 744 особи (станом на 2001 рік)
- Територією ради протікає річка Голубиця.

## Населені пункти
Сільській раді підпорядковані населені пункти:
- с. Гута

## Склад ради
Рада складається з 12 депутатів та голови.
- Голова ради: Банацький Сергій Павлович

### Керівний склад попередніх скликань
| Прізвище, ім'я, по батькові | Основні відомості                                                                     | Дата обрання | Дата звільнення |
| --------------------------- | ------------------------------------------------------------------------------------- | ------------ | --------------- |
| Крот Віктор Петрович        | Сільський голова, 1965 року народження, безпартійний                                  | 26.03.2006   | 31.10.2010      |
| Банацький Сергій Павлович   | Сільський голова, 1970 року народження, освіта незакінчена вища, член Народної партії | 31.10.2010   |                 |

Примітка: таблиця складена за даними сайту Верховної Ради України